# Sverdrup-Insel (Karasee)
Die Sverdrup-Insel (russisch Остров Свердрупа, Ostrow Swerdrupa) ist eine unbewohnte russische Insel in der Karasee. Sie gehört administrativ zur Region Krasnojarsk.

## Geographie
Die Insel liegt isoliert im südlichen Teil der Karasee, einem Randmeer des Arktischen Ozeans. Vom sibirischen Festland bei Dikson ist sie rund 110 km, von den Inseln des Arktischen Instituts im Nordosten 90 km entfernt. Die Insel besitzt bei einer maximalen Ausdehnung von etwa 15 km eine Fläche von 70 km². Sie weist im Osten und im Westen sandige Nehrungen auf, die etwa ein Drittel der Fläche ausmachen und im Westen ein Haff umschließen. In ihrem zentralen Teil erreicht die Sverdrup-Insel eine maximale Höhe von 33 m über dem Meer. Sie ist Bestandteil des 1993 eingerichteten Großen Arktischen Naturreservats, des größten russischen Naturschutzgebiets.

## Klima
Das Klima auf der Sverdrup-Insel ist arktisch. Die mittlere Temperatur liegt im Juli zwischen 0,4 und 3,4 °C, im Januar zwischen −26 und −28 °C. Pro Jahr gibt es nur 20 bis 30 frostfreie Tage. Die jährliche Niederschlagsmenge beträgt 200–300 mm.

## Flora und Fauna
Die Sverdrup-Insel besitzt nur eine spärliche Vegetation, die der einer polaren Kältewüste entspricht. Es wurden 34 Taxa der Gefäßpflanzen, 33 Arten von Moosen und 27 Arten von Flechten nachgewiesen.
An Säugetieren sind der Sibirische Lemming und saisonal der Polarfuchs vertreten. Auf der Insel brüten Alpenstrandläufer und verschiedene Regenpfeiferartige.

## Geschichte
Die Insel wurde am 18. August 1893 von der norwegischen Fram-Expedition unter Fridtjof Nansen entdeckt und nach Otto Sverdrup, dem Kapitän des Schiffs, benannt, der sie als Erster gesichtet hatte. Die erste Landung erfolgte im August 1933 im Rahmen einer von Jakow Jakowlewitsch Gakkel geleiteten sowjetischen Expedition mit den Eisbrechern Sibirjakow und Russanow.